# Tashkent Open 2002
Tashkent Open 2002 — жіночий тенісний турнір, що проходив на кортах з твердим покриттям у Ташкенті (Узбекистан). Належав до турнірів 4-ї категорії в рамках Туру WTA 2002. Турнір відбувся вчетверте і тривав з 10 до 16 червня 2002 року. Перша сіяна Марі-Гаяне Мікаелян здобула титул в одиночному розряді й отримала 22 тис. доларів США.

## Фінальна частина

### Одиночний розряд
Марі-Гаяне Мікаелян —  Тетяна Пучек, 6–4, 6–4
- Для Мікаелян це був єдиний титул WTA в одиночному розряді за кар'єру

### Парний розряд
Тетяна Перебийніс /   Пучек Тетяна Миколаївна —  Тетяна Перебийніс /  Тетяна Пучек, 6–1, 6–4